# Ken’ichi Nakayama
Ken’ichi Nakayama (jap. 中山研一 Ken’ichi Inui; ur. 9 stycznia 1927 w prefekturze Shiga, zm. 31 lipca 2011 w Ōtsu) – japoński prawnik, profesor uniwersytetów w Kioto i Osace. Interesował się przeważnie prawem karnym Europy Wschodniej. Napisał wiele publikacji, jak np. Prawo i społeczeństwo w Polsce. Otrzymał w 1989 tytuł doktora honoris causa Uniwersytetu Łódzkiego.